# Veľaty
Veľaty és un poble i municipi d'Eslovàquia. Es troba a la regió de Košice, a l'est del país.

## Història
La primera referència escrita de la vila data del 1220.

## Demografia
| Godina             | 1994 | 2004   | 2014   | 2024   |
| ------------------ | ---- | ------ | ------ | ------ |
| Nombre de persones | 849  | 819    | 856    | 818    |
| Diferència         |      | −3,53% | +4,51% | −4,43% |

| Godina             | 2023 | 2024   |
| ------------------ | ---- | ------ |
| Nombre de persones | 829  | 818    |
| Diferència         |      | −1,32% |